# Махамаду Думбія
Махамаду́ Думбія́ (фр. Mahamadou Doumbia; нар. 15 травня 2004, Бамако) — малійський футболіст, півзахисник бельгійського клубу «Антверпен».

## Клубна кар'єра
Вихованець малійської футбольної академії ЖМГ в Бамако. 16 липня 2022 року приєднався на правах оренди до системи данського «Норшелланн» з опцією викупу.
6 вересня 2023 року перейшов у бельгійський клуб «Антверпен», підписавши чотирирічний контракт. 30 вересня дебютував за фарм-клуб «Янг Редс» в матчі Національного дивізіону 1 проти клубу «Йонг Генк». 3 листопада в поєдинку проти «Гейста» забив свій перший гол за «Янг-Редс».
28 січня 2024 року дебютував в основному складі «Антверпена» в матчі Про-ліги проти «Ейпена», замінивши Овена Вейндала. 31 січня в поєдинку чемпіонату проти льєзького «Стандарда» забив свій перший гол за «Антверпен».

## Статистика виступів
Станом на 10 серпня 2025 
| Клуб              | Сезон             | Чемпіонат               | Чемпіонат | Чемпіонат | Кубок | Кубок | Єврокубки | Єврокубки | Інші  | Інші | Всього | Всього |
| Клуб              | Сезон             | Дивізіон                | Матчі     | Голи      | Матчі | Голи  | Матчі     | Голи      | Матчі | Голи | Матчі  | Голи   |
| ----------------- | ----------------- | ----------------------- | --------- | --------- | ----- | ----- | --------- | --------- | ----- | ---- | ------ | ------ |
| Янг Редс          | 2023–24           | Національний дивізіон 1 | 13        | 2         | 0     | 0     | —         | —         | —     | —    | 13     | 2      |
| Антверпен         | 2023–24           | Про-ліга                | 13        | 2         | 1     | 1     | 0         | 0         | 0     | 0    | 14     | 3      |
| Антверпен         | 2024–25           | Про-ліга                | 31        | 3         | 3     | 0     | 0         | 0         | 0     | 0    | 34     | 3      |
| Антверпен         | 2025–26           | Про-ліга                | 3         | 1         | 0     | 0     | 0         | 0         | 0     | 0    | 3      | 1      |
| Антверпен         | Всього            | Всього                  | 47        | 6         | 4     | 1     | 0         | 0         | 0     | 0    | 51     | 7      |
| Всього за кар'єру | Всього за кар'єру | Всього за кар'єру       | 59        | 8         | 4     | 1     | 0         | 0         | 0     | 0    | 64     | 9      |